# Acapulcofelsen
Acapulcofelsen är en kulle i Antarktis. Den ligger i Östantarktis. Nya Zeeland gör anspråk på området. Toppen på Acapulcofelsen är 408 meter över havet, eller 24 meter över den omgivande terrängen. Bredden vid basen är 1,3 km.
Terrängen runt Acapulcofelsen är kuperad österut, men åt sydväst är den platt. Havet är nära Acapulcofelsen åt nordväst. Trakten är obefolkad. Det finns inga samhällen i närheten. 